# Jan Stankiewicz (generał)

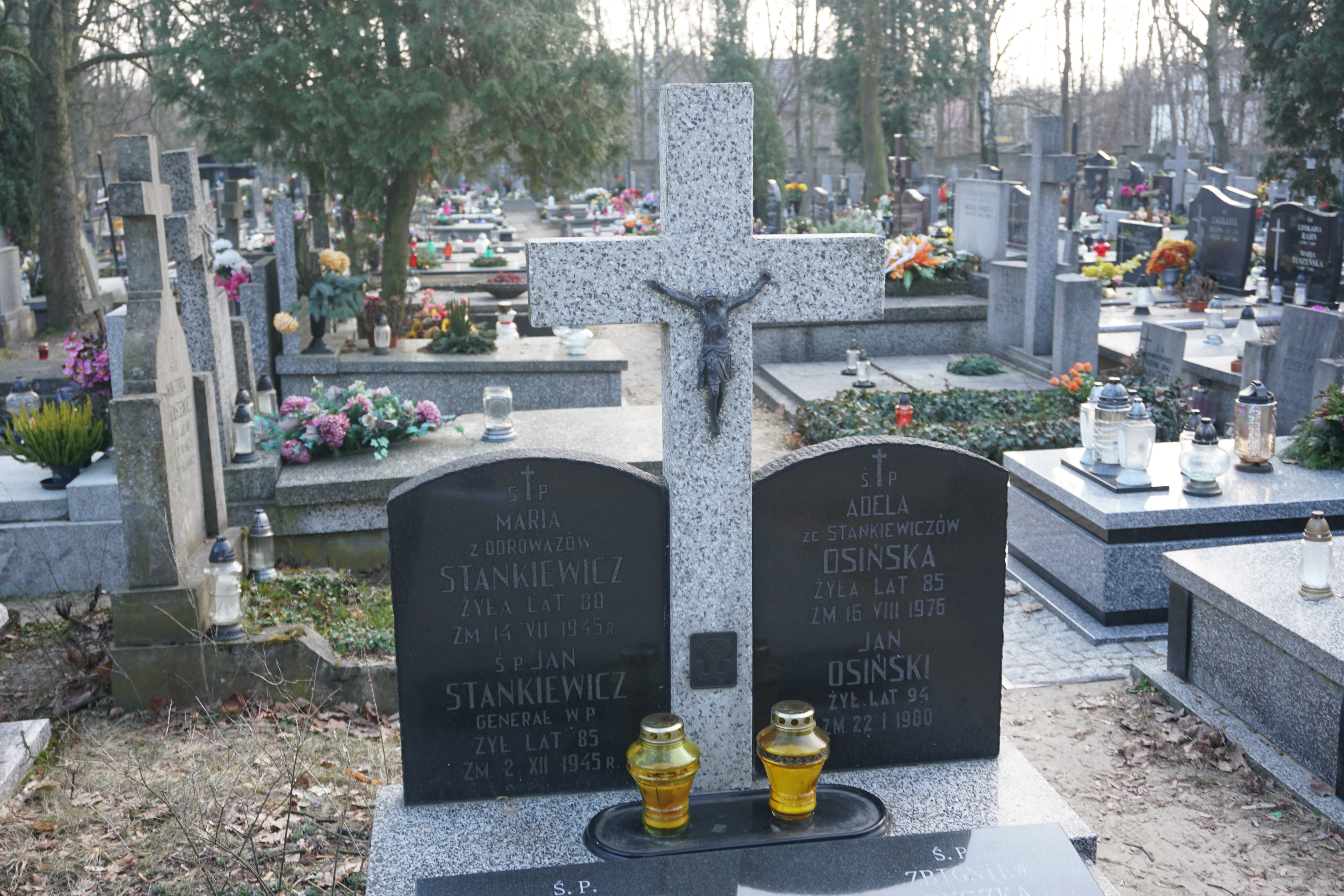
Grób gen. Jana Stankiewicza na cmentarzu w Milanówku

Jan Stankiewicz herbu Mogiła (ur. 4 kwietnia 1862 w Wilnie, zm. 2 grudnia 1945 w Milanówku) – generał brygady Wojska Polskiego.

## Życiorys
Urodził się 4 kwietnia 1862 w Wilnie, w ówczesnej guberni wileńskiej. W 1882 w Petersburgu ukończył wojskowe gimnazjum, a dwa lata później szkołę wojskową. W 1883 rozpoczął zawodową służbę wojskową w Armii Imperium Rosyjskiego. Został przydzielony do Pułku Grenadierów Gwardii. W 1887 przeniesiony został, na własną prośbę, do Straży Granicznej w Rydze. Powodem przeniesienia był brak możliwości awansu bez zmiany wyznania z katolickiego na prawosławne. W Rydze służył do 1909 awansując na stanowisko dowódcy Straży Granicznej i stopnia pułkownika. Tam też, wraz z żoną Marią z Odrowążów, prowadził działalność niepodległościową i oświatową wśród Polaków osiadłych w Rydze. W ich domu przy ul. Waidendam 9 małżonkowie Józef i Bronisława Bekowie, rodzice Józefa Becka, prowadzili tajne przedszkole polskie. Po przeniesieniu w stan spoczynku sprzedał posiadłość ziemską Awocin i przeniósł się do Wilna, gdzie zakupił kamienicę przy ul. Wielka Pohulanka 22. W 1914 został zmobilizowany do armii rosyjskiej. W czasie I wojny światowej dowodził pułkiem piechoty. W 1917 wystąpił z armii i przedostał się do Smoleńska, gdzie przebywała żona z dziećmi po ewakuacji z Wilna. W następnym roku powrócił z rodziną do rodzinnego miasta.
W kwietniu 1919 został przyjęty do Wojska Polskiego i wyznaczony na stanowisko zastępcy dowódcy 3 pułku Strzelców Granicznych. 12 marca 1920 otrzymał nominację na dowódcę 4 pułku Strzelców Granicznych w Świeciu. 14 października 1920 został zwolniony ze stanowiska dowódcy pułku i przeniesiony do Centralnej Stacji Zbornej Oficerów w Warszawie.
26 października 1923 Prezydent RP Stanisław Wojciechowski zatwierdził go w stopniu generała brygady po uprzednim sklasyfikowaniu przez Komisję Weryfikacyjną do przeniesienia w stan spoczynku i przyznaniu mu tego stopnia na mocy ustawy sejmowej z dnia 2 sierpnia 1919 o ustaleniu starszeństwa i nadaniu stopni oficerskich.
W 1936 przeniósł się z Wilna do Milanówka, gdzie zmarł i pochowany został na cmentarzu parafialnym.

## Ordery i odznaczenia
- Medal Pamiątkowy za Wojnę 1918–1921
- Medal Dziesięciolecia Odzyskanej Niepodległości
- Order Krzyża Wolności I kategorii III klasy (Estonia)[5]